# Jonathan Speelman
Jonathan Simon "Jon" Speelman (Londres, 2 de octubre de 1956) es un matemático y jugador y escritor de ajedrez inglés, que desde 1980 tiene el título de Gran Maestro.
En la lista de Elo de la FIDE de mayo de 2022, tenía un Elo de 2503 puntos, lo que convertía el jugador número 8 (en activo) de Inglaterra. Su máximo Elo fue de 2655 puntos, en la lista de enero de 1989 (posición 4 en la clasificación mundial).
Es conocido por su estilo imaginativo, y suele elegir variantes de apertura poco habituales.

## Biografía
Speelman se formó en el Worcester College de Oxford, donde estudió matemáticas y obtuvo un doctorado.

## Resultados destacados en competición

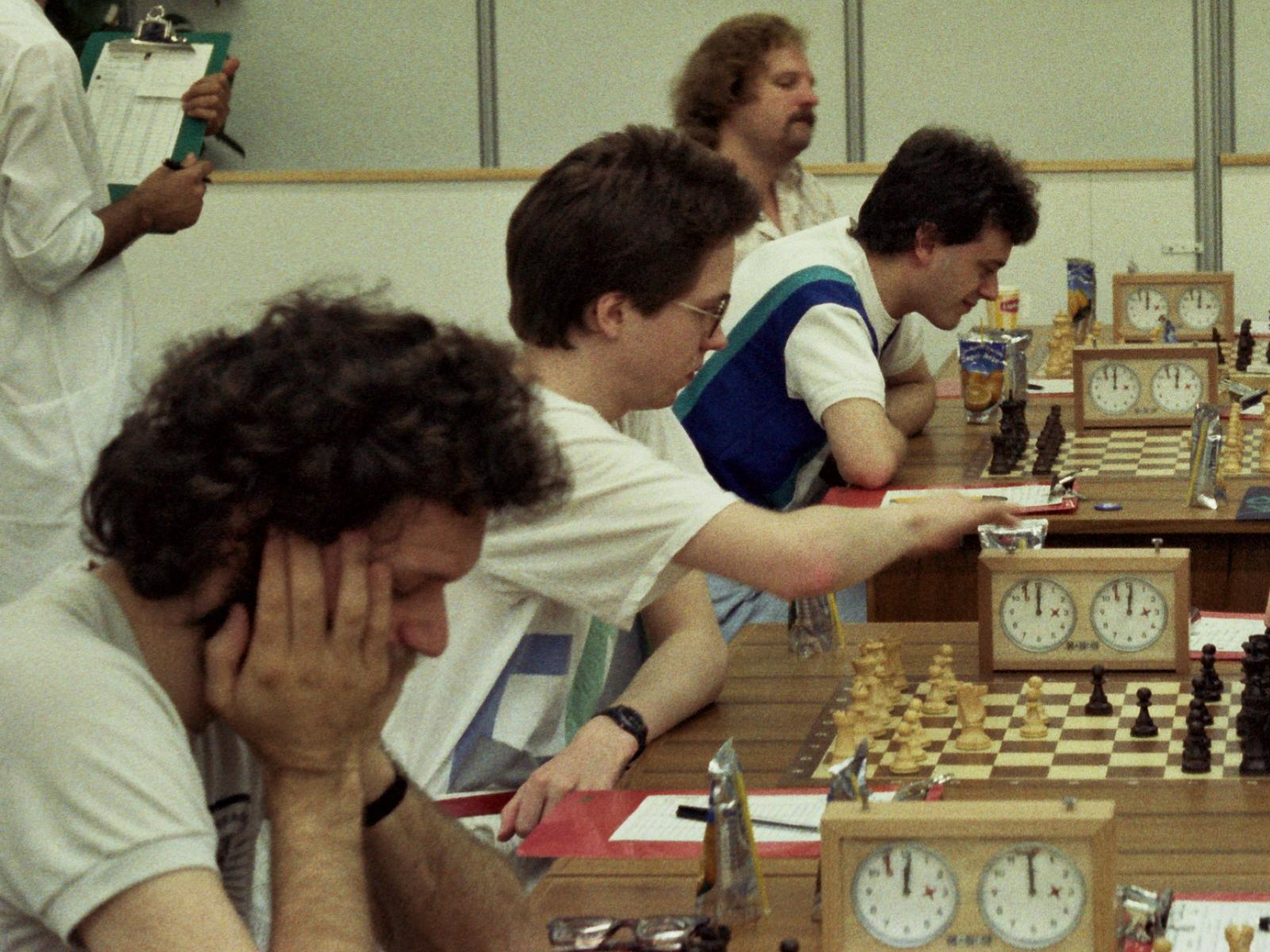
Jonathan Speelman, Nigel Short, John Nunn y Tony Miles en la Olimpíada de ajedrez de 1986 en Dubái.

Speelman, que junto con Tony Miles era una de las más talentosas promesas del ajedrez en Inglaterra en la década de 1970, alcanzó el título de Maestro Internacional en 1978 y el de Gran Maestro en 1980. Tres veces ganador del Campeonato de Gran Bretaña en los años 1978, 1985 y 1986, Speelman fue miembro habitual del equipo nacional inglés en las Olimpiadas de ajedrez en los años 80 y 90.
Se clasificó a dos Torneos de Candidatos:
- En el ciclo 1989–1990, Speelman se clasificó al quedar tercero en el Interzonal de 1987 en Subotica (Yugoslavia). Tras vencer a Yasser Seirawan en la primera ronda, por 4–1, y a Nigel Short en la segunda por 3½–1½, perdió ante Jan Timman en las semifinales por 4½–3½.[1]
- En el siguiente ciclo, el de 1990–93, perdió por 5½–4½ en la primera ronda contra Short, que finalmente sería el finalista y aspirante a la corona de Garri Kaspárov.

En 1989 derrotó a Kaspárov en un torneo televisado de partidas rápidas, y posteriormente ganó el torneo.
En marzo de 2019 formó parte del equipo inglés que quedó segundo en el Campeonato del mundo por equipos, celebrado en Astaná.

### Escritor de ajedrez
Ha escrito varios libros de ajedrez, incluidos algunos sobre finales, entre ellos Analysing the Endgame (1981), Endgame Preparation (1981) y Batsford Chess Endings (con otros autores, 1993).
Entre sus otros libros destacan Best Games 1970-1980 (1982), un análisis de casi cincuenta partidas de los mejores jugadores de aquella década, y Jon Speelman's Best Games (1997). En la actualidad se dedica principalmente al periodismo y al análisis ajedrecístico, y es corresponsal de ajedrez para The Observer y The Independent.

### Obras
(Lista parcial)
- Speelman, Jonathan (1981). Analysing the Endgame. Batsford (Londres, Inglaterra). 142 páginas. ISBN 978-0-7134-1909-2
- Speelman, Jonathan (1981). Endgame Preparation. BT Batsford (Londres, Inglaterra). 177 páginas. ISBN 978-0-7134-4000-3
- Speelman, Jon (1982). Best Chess Games, 1970-80. Allen & Unwin (Londres, Inglaterra; Boston, Massachusetts). 328 páginas. ISBN 978-0-04-794015-6
- Speelman, Jonathan; Tisdall, Jon; Wade, Bob. (1993). Batsford Chess Endings . BT Batsford (Londres, Inglaterra). 448 páginas. ISBN 978-0-7134-4420-9
- Speelman, Jon (1997). Jon Speelman's Best Games. BT Batsford (Londres, Inglaterra). 240 páginas. ISBN 978-0-7134-6477-1